# Thermidor

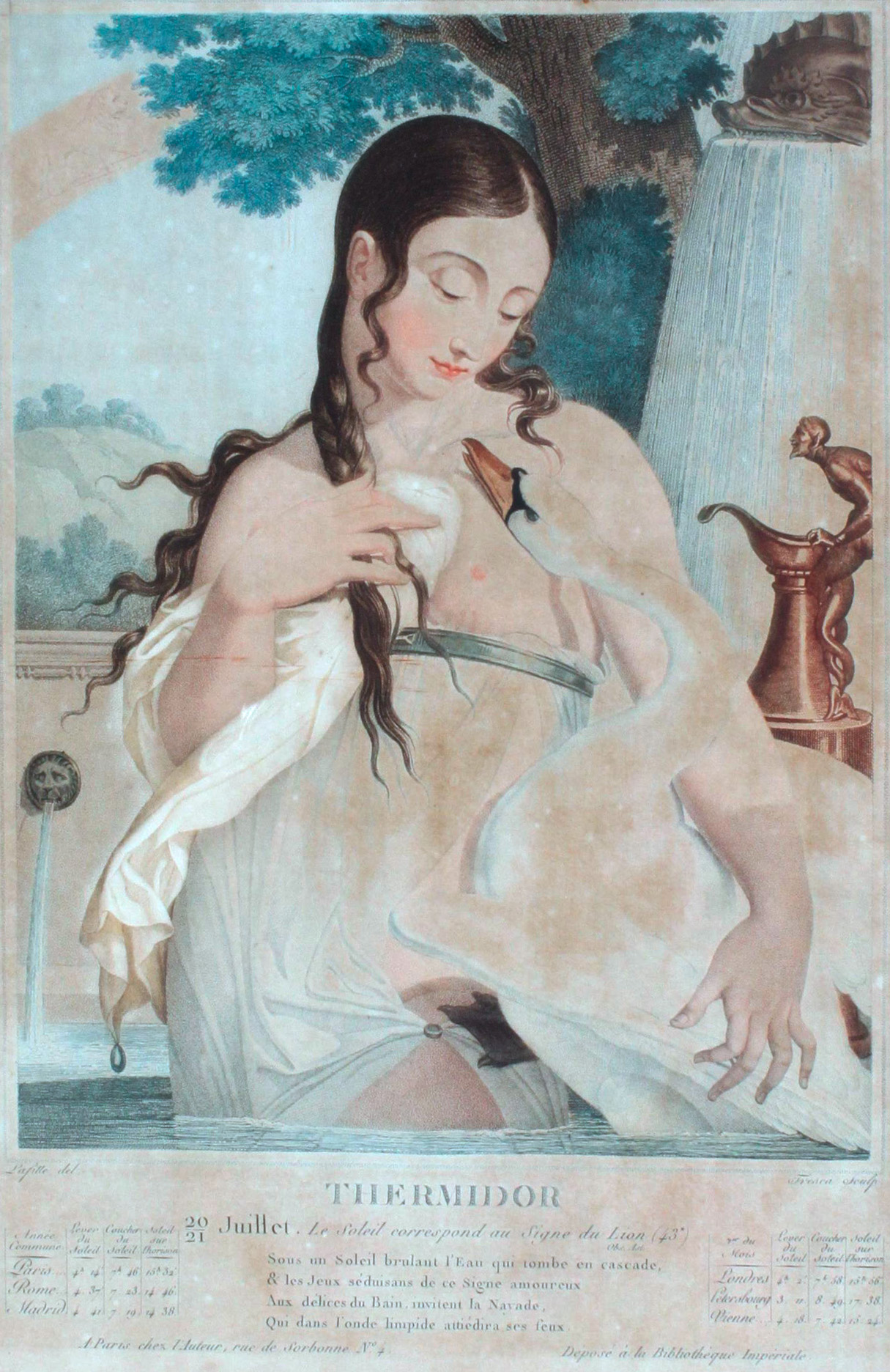
Allegorie des Thermidor

Der Thermidor (deutsch auch Hitzemonat) ist der elfte Monat des republikanischen Kalenders der Französischen Revolution. Er folgt auf den Messidor, ihm folgt der Fructidor.
Der Name wurde von Fabre d’Églantine aus griechisch θερμός (thermós) ‚warm, heiß, hitzig, leidenschaftlich‘ und δῶρον (dõron) ‚Geschenk‘ abgeleitet. Der Thermidor ist der zweite Monat des Sommerquartals (mois d’été) und damit der elfte Monat des französischen Revolutionsjahrs. Er beginnt etwa am 19. Juli und endet etwa am 17. August.

## Geschichtliches
Die Absetzung Maximilien de Robespierres Ende Juli 1794 bezeichnet man nach diesem Monat ebenfalls als Thermidor. Noch am 8. Thermidor (26. Juli) hatte er verschiedene Abgeordnete der Nationalversammlung, besonders Joseph Cambon, in einer Rede mit dem Tode bedroht. Durch Robespierres Andeutungen fühlten sich viele Abgeordnete der Nationalversammlung bedroht, sodass deren große Mehrheit am 9. Thermidor beschloss, Robespierre zu verhaften. Bereits am Tag danach, dem 10. Thermidor, wurden er und einundzwanzig seiner Anhänger hingerichtet, unter ihnen auch Louis Antoine de Saint-Just und François Hanriot.
Die nachfolgenden, weniger radikal regierenden Politiker wurden als Thermidorianer bezeichnet.

### Der Thermidor der Russischen Revolution
Als Thermidor der Russischen Revolution bezeichnete Leo Trotzki den Umbruch, der auf politischer Ebene durch den Aufstieg von Stalin zur alleinigen Macht und durch die Moskauer Schauprozesse gekennzeichnet war. „Den Sowjetthermidor“, schrieb er in Verratene Revolution, „definieren wir als Sieg der Bürokratie über die Massen.“
„Es ist genug bekannt“, führte er zu den Parallelen des Thermidor in der Französischen und der Russischen Revolution aus, „daß bisher jede Revolution nach sich eine Reaktion oder sogar Konterrevolution auslöste, die freilich die Nation nie ganz bis zum Ausgangspunkt zurückwarf, dem Volk aber immer den Löwenanteil seiner Eroberungen wieder entriß. Opfer der ersten reaktionären Welle sind in der Regel die Pioniere, Urheber, Initiatoren, die in der Angriffsperiode der Revolution an der Spitze der Massen standen; dagegen treten an die erste Stelle Leute zweiten Kalibers, im Bunde mit gestrigen Feinden der Revolution. Hinter den dramatischen Duellen der ‚Koryphäen‘ auf der offenen politischen Bühne gehen Verschiebungen in den Verhältnissen zwischen den Klassen vor sich, und, was nicht weniger wichtig ist, einschneidende Veränderungen in der Psyche der gestern noch revolutionären Massen“ (Kapitel 5).

## Tagesnamen
Wie alle Monate des Französischen Revolutionskalenders hatte der Thermidor 30 Tage, die in 3 Dekaden eingeteilt wurden. Die Tage waren nach landwirtschaftlichen Pflanzen benannt, mit Ausnahme des 5. und 10. Tages jeder Dekade. Der 5. Tag (Quintidi) wurde nach einem Nutztier benannt, der 10. Tag (Decadi) nach einem landwirtschaftlichen Gerät.
| Tagesnamen für den Thermidor | Tagesnamen für den Thermidor | Tagesnamen für den Thermidor | Tagesnamen für den Thermidor | Tagesnamen für den Thermidor | Tagesnamen für den Thermidor | Tagesnamen für den Thermidor |
| | 1re Décade                   | 1re Décade                   | 2e Décade                    | 2e Décade                    | 3e Décade                    | 3e Décade                    |
| --- | ---------------------------- | ---------------------------- | ---------------------------- | ---------------------------- | ---------------------------- | ---------------------------- |
| Primidi | 1.                           | Epeautre (Dinkel)            | 11.                          | Panis (Mannstreu)            | 21.                          | Carline (Silberdistel)       |
| Duodi | 2.                           | Bouillon blanc (Königskerze) | 12.                          | Salicor Salicorne (Queller)  | 22.                          | Câprier (Kapernstrauch)      |
| Tridi | 3.                           | Melon (Melone)               | 13.                          | Abricot (Aprikose)           | 23.                          | Lentille (Linse)             |
| Quartidi | 4.                           | Ivraie (Weidelgras)          | 14.                          | Basilic (Basilikum)          | 24.                          | Aunée (Alant)                |
| Quintidi | 5.                           | Bélier (Widder)              | 15.                          | Brebis (Schaf)               | 25.                          | Loutre (Otter) Agneau (Lamm) |
| Sextidi | 6.                           | Prêle (Schachtelhalm)        | 16.                          | Guimauve (Eibisch)           | 26.                          | Myrthe (Myrte)               |
| Septidi | 7.                           | Armoise (Beifuß)             | 17.                          | Lin (Flachs)                 | 27.                          | Colza (Raps)                 |
| Octidi | 8.                           | Carthame (Färberdistel)      | 18.                          | Amande (Mandel)              | 28.                          | Lupin (Lupine)               |
| Nonidi | 9.                           | Mûre (Brombeere)             | 19.                          | Genthiane (Enzian)           | 29.                          | Coton (Baumwolle)            |
| Décadi | 10.                          | Arrosoir (Gießkanne)         | 20.                          | Écluse (Schleuse)            | 30.                          | Moulin (Mühle)               |
| Moderne französische Namen erscheinen kursiv. Vorschläge von Fabre d’Églantine, die nicht akzeptiert wurden, erscheinen in Kleinschrift. |                              |                              |                              |                              |                              |                              |

## Umrechnungstafel
| I. | II. | III. | IV. | V. | VI. | VII. |

| Juli | 1793 | 1794 | 1795 | 1796 | 1797 | 1798 | 1799 | August |

| I. | II. | III. | IV. | V. | VI. | VII. |

| Juli | 1793 | 1794 | 1795 | 1796 | 1797 | 1798 | 1799 | August |

| VIII. | IX. | X. | XI. | XII. | XIII. |

| Juli | 1800 | 1801 | 1802 | 1803 | 1804 | 1805 | August |

| VIII. | IX. | X. | XI. | XII. | XIII. |

| Juli | 1800 | 1801 | 1802 | 1803 | 1804 | 1805 | August |

## Umrechnungsbeispiel
Zu ermitteln ist der 8. Thermidor II.
Das Jahr II steht in der oberen Tabelle, darunter das gregorianische Jahr 1794. Unter dem 8. (obere Tageszeile) steht der 26. Da dieser vor dem Monatsübergang (31.→1.) liegt, ist der Juli gemeint.
Das gregorianische Datum ist also der 26. Juli 1794.
Siehe auch: Umrechnungstafel zwischen gregorianischem und republikanischem Kalender